# Marco Jaggi
Marco Jaggi (Bienne, 12 gennaio 1980) è un wrestler svizzero.
Attualmente milita nel circuito indipendente con il ring name di Ares
Ha combattuto in varie federazioni del circuito indipendente americano, come la Chikara dove ha avuto uno stint in coppia con Marc Roudin e Claudio Castagnoli, con il quale ha vinto anche il titolo di coppia. Ha militato in varie federazioni europee, tra cui l'italiana Italian Championship Wrestling, dove ha detenuto anche il massimo alloro.

## Nel wrestling

### Mosse
- Chinotto-Plex (Swinging fisherman suplex)
- Credit Clutch (Double underhook)
- Money Maker (Double underhook piledriver)
- Toblerone Driver (Sitout double underhook powerbomb)
- Headlock of Doom (Headlock)
- One Star Frog Splash (Frog splash)
- Yoohoo Suplex (Vertical suplex lifted and dropped into a snap swinging neckbreaker)
- Snap Powerslam
- Lifting DDT
- Dropkick
- Running clothesline

### Soprannomi
- "The Permanently Profit Producing Person"

### Musiche d'ingresso
- "I've Got to Have It (Instrumental)" by Jermaine Dupri, Nas e Monica (CHIKARA, CWN, GSW, wXw)
- "Engel" by Rammstein
- "Im Namen Der Bruderschaft" by Kenny Pickett

### Wrestler allenati
- Air 2 Style
- Andres Diamond
- Ash Sutton
- Benny Montana
- Chris Bernardi
- Don Heavy
- Farmer Joe
- Jamie Gardner
- Julian Wepfer
- Luke Styles
- Marc Roudin
- Marshal T
- Matt 2 Crazy
- Steve Allison
- Tribun

## Titoli e riconoscimenti
Chikara
- Chikara Campeonatos de Parejas (1 - con Claudio Castagnoli)
- King of Trios (2010) - con Claudio Castagnoli e Tursas

Fighting Spirit Federation
- FSF World Championship (2)
- FSF Tag Team Championship (1 - con Marc Roudin)

German Stampede Wrestling
- GSW World Heavyweight Championship (2)
- GSW Tag Team Championship (2 - 1 con Claudio Castagnoli e Marc Roudin)

International Pro Wrestling: United Kingdom
- IPW:UK Tag Team Championship (1 - con Claudio Castagnoli e Marc Roudin)

Italian Championship Wrestling
- ICW Italian Heavyweight Championship (1)

Rings of Europe Switzerland
- ROE Switzerland Heavyweight Championship (1)
- ROE Switzerland Tag Team Championship (1 - con Marc Roudin)

Swiss Wrestling Federation
- SWF Heavyweight Championship (1)

westside Xtreme wrestling
- wXw World Heavyweight Championship (2)
- wXw Tag Team Championship (3 - con Claudio Castagnoli)

Pro Wrestling Illustrated
- 270º nella classifica dei 500 migliori wrestler singoli su PWI 500 (2010)